# Стомахин, Александр Яковлевич
Александр Яковлевич Стомахин (2 июля 1936 года) — советский и российский учёный-металлург, специалист в области термодинамики расплавов. Доктор технических наук, профессор кафедры металлургии стали, новых производственных технологий и защиты металлов НИТУ «МИСиС». Лауреат Премии Совета Министров СССР (1981 год).

## Биография
Александр Яковлевич Стомахин родился 2 июля 1936 года. Окончил Московский институт стали в 1958 году по специальности «металлургия черных металлов» с присвоением квалификации «инженер-металлург». В это время на кафедре электрометаллургии стали и ферросплавов, возглавляемой академиком А. М. Самариным, работали международно известные ученые и педагоги. А. Я. Стомахин — ученик одного из них, профессора Александра Юльевича Полякова.
По окончании института по собственной инициативе поехал работать на завод, чтобы получить производственный опыт. На Липецком металлургическом заводе трудился в должности мастера разливки на УНРС. Учился в аспирантуре Московского института стали, защитил кандидатскую диссертацию по теме «Растворимость азота в жидких сплавах на основе никеля». Вся дальнейшая трудовая деятельность — на кафедре электрометаллургии стали и ферросплавов МИСиС, где прошел путь от ассистента до профессора. Доктор технических наук, тема докторской диссертации — «Исследование физико-химических закономерностей и технологических процессов выплавки низкоуглеродистых легированных сталей и сплавов».

## Научная и образовательная деятельность
Сфера научных интересов: практическая реализация процессов восстановительной дефосфорации Cr, Mn-содержащих расплавов; управление поведением азота в сталях; повышение эффективности электроплавки стали за счет использования жидкого чугуна на мини-заводах; дожигание CO отходящих газов в элекропечах.
В первые годы научная деятельность А. Я. Стомахина была тесно связана с профессором А. Ю. Поляковым, под руководством которого была выполнена вызвавшая широкий резонанс работа по вопросам термодинамики нитридообразования. Вот как об этом рассказывает сам учёный: «Мы с Александром Юльевичем взялись за измерение растворимости азота в никеле. Она очень мала — в 40 раз меньше, чем в железе. Достаточно точные измерения в этой области очень трудны. Надежных данных ещё не было. Нам удалось придумать и сделать установку с очень большой чувствительностью. В результате впервые в мире была определена температурная зависимость растворимости азота в никеле и, таким образом, теплота растворения — важный параметр для термодинамических расчетов».
Круг научных интересов А. Я. Стомахина достаточно широк, он включает разработку и теории и практики электросталеварения. Им выполнены пионерские работы в области термодинамики расплавов; большая серия исследований по поведению азота в жидких расплавах; теоретические и экспериментальные методы определения параметров взаимодействия; новые подходы к выплавке коррозионостойких сталей; исследования по плазменной металлургии и т. д.

### Научные труды
Автор более 260 публикаций, под его руководством защищено 12 кандидатских диссертаций. Член оргкомитета Международных конгрессов сталеплавильщиков и Международных конференций «Современные проблемы электросталеплавильного производства». А. Я. Стомахин — соавтор широко известной монографии по теории электроплавки, переведенной на английский язык, и оригинального задачника, переведенного на китайский язык.
- Электрометаллургия стали: Учеб. пособие / А. Ю. Поляков, А. Я. Стомахин ; Под ред. проф. докт. техн. наук В. А. Григоряна ; Моск. ин-т стали и сплавов. Кафедра электрометаллургии стали и ферросплавов. — Москва : [б. и.], 1971.
- Глубокое обезуглероживание жидкой стали / Л. М. Романов, А. Я. Стомахин, В. А. Григорян. — Москва: Черметинформация, 1972.
- Расчеты по термодинамике растворов азота и водорода в металлах: Учеб. пособие для упражнений и семинарских занятий / В. А. Григорян, А. Я. Стомахин, Л. А. Большов; Под ред. проф. В. А. Григоряна ; Моск. ин-т стали и сплавов. Кафедра электрометаллургии стали и ферросплавов. — Москва : [б. и.], 1973.
- Теоретические основы электросталеплавильных процессов / В. А. Григорян, Л. Н. Белянчиков, А. Я. Стомахин. — Москва: Металлургия, 1979
- Стомахин, Александр Яковлевич. Исследование физико-химических закономерностей и технологических процессов выплавки низкоуглеродистых легированных сталей и сплавов: Автореф. дис. на соиск. учен. степ. д. т. н. — Москва : [б. и.], 1979.
- А. Я. Стомахин, Б. Я. Балдаев, Д. В. Зайцев, А. А. Черных. Пути интенсификации вакуумного обезуглероживания расплава при выплавке стали типа IF. Сталь, 2002 г., № 9.
- Григорян В. А., Стомахин А. Я., Уточкин Ю. И., и др. Физ.-хим. расчеты электросталеплавильных процессов. Сб. задач с решениями. 2-е изд., переработанное и дополненное. М. МИСиС, 2007. 318 с.
- A.Y. Stomakhin, E.V. Lysenkova, M. Y. Kan, A.A. Klachkov, V.A. Kolesnikov. Optimization of nitride-forming elements additions into steel. CIS Iron and Steel Review. 2009. № 1.
- А. Я. Стомахин, Г. Н. Еланский, Д. Г. Еланский. Основные достижения и пути дальнейшего повышения технического уровня электросталеплавильного производства. «Черные металлы», апрель, 2009 г., с.12-16.
- Д. Г. Еланский, Г. Н. Еланский, А. Я. Стомахин Электрометаллургия стали — инновации в технологии и оборудовании. Сталь, № 8, 2009, с.35-40.
- А. Я. Стомахин, Е. В. Лысенкова, М. Ю. Кан, А. А. Клачков, В. А. Колесников. Оптимизация присадок в сталь нитридообразующих элементов. «Черные металлы», Февраль, 2010, с. 15-19.

### Патенты
- Способ выплавки никелевых жаропрочных лигатур с пониженным содержанием кремния // 1661221
- Быстрорежущая сталь // 1217915
- Способ выплавки железа в дуговой электропечи // 1027228
- Способ выплавки магнитотвердых сплавов // 901322
- Шлакообразующая смесь для рафиниро-вания расплава // 831834
- Способ выплавки нержавеющих сталей // 659628
- Способ получения хромомарганцевой нержавеющей стали // 499319
- Способ внепечного рафинирования жидкой стали // 458594
- Метод рафинирования хромсодержащих расплавов от фосфора и других трудноудаляемых примесей в плавильной печи или ковше и устройство для его осуществления. // 130032009
- Газлифт для обработки жидкого металла. // 2310689
- Способ обработки жидкого металла с помощью газлифта. // 2307170

## Признание
- Лауреат Премии Совета Министров СССР: постановление Совета министров СССР от 18.04.1981 г. «За разработку новой прогрессивной технологии выплавки нержавеющих и окалиностойких сталей в дуговых сталеплавильных печах».
- Почётный знак «За отличные успехи в области высшего образования СССР»
- Медаль «В память 800-летия Москвы», 1997 г.